# Министерство внешней торговли Колумбии
Министерство внешней торговли Колумбии являлось национальным министерством исполнительного правительства Колумбии, отвечающем за вопросы внешней торговли с целью улучшения экономики Колумбии. Оно было объединено с Министерством экономического развития, чтобы сформировать Министерство коммерции, промышленности и туризма Колумбии.

## Министры
| Порядок | Срок      | Имя            |
| ------- | --------- | -------------- |
| 1       | 1991-1994 | Хуан Кальдерон |
| 2       | 1994-1995 | Даниэль Гомес  |
| 3       | 1995-1996 | Луис Ботеро    |
| 4       | 1996-1997 | Моррис Мейер   |
| 5       | 1997-1998 | Карлос Торрес  |
| 6       | 1998-2002 | Марта Рамирес  |
| 7       | 2002-2002 | Анхела Гомес   |